# إميل بريفيك
إميل بريفيك (بالنرويجية البوكمول: Emil Breivik)‏ هو لاعب كرة قدم نرويجي في مركز الدفاع، ولد في 11 يونيو 2000. لعب مع نادي مولده.

## وصلات خارجية
- إميل بريفيك على موقع الاتحاد الأوربي (الإنجليزية)
- إميل بريفيك على موقع اتحاد النرويج (النرويجية)
- إميل بريفيك على موقع قاعدة بيانات كرة القدم.إي يو (الإنجليزية)
- إميل بريفيك على موقع Soccerway.com (الإنجليزية)